# Бельковский (посёлок)
Бельковский — посёлок в Венёвском районе Тульской области России.
В рамках административно-территориального устройства является центром Бельковского сельского округа Венёвского района, в рамках организации местного самоуправления включается в Грицовское сельское поселение.

## География
Расположен в 30 км к востоку от Тулы и в 23 км к юго-западу от райцентра, города Венёв.

## Население
| 2002 | 2010 |
| ---- | ---- |
| 471  | ↘421 |

Население — 421 чел. (2010).